# Head over Heels (chanson d'ABBA)
Pour les articles homonymes, voir Head over Heels.
Singles de ABBA
When All Is Said and Done
(1982) The Visitors
(1982)
Clip vidéo
[vidéo] « Head over Heels », sur YouTube
Head over Heels est une chanson du groupe de pop suédois ABBA extraite de leur huitième et dernier album studio The Visitors, sorti en 1981. Elle a également été publiée en single (en mars 1982).

## Clip vidéo
Comme When All is Said and Done et One of Us, extraits eux aussi de l'album The Visitors, Head over Heels a fait l'objet d'un clip vidéo qui, à la différence des deux autres titres, ne semble pas refléter l'ambiance maussade qui règne dans le groupe, mais montre au contraire une Frida Lyngstad impatiente qui presse Bjorn Ulvaeus de l'accompagner pour faire les boutiques. Ce dernier la suit sans réel enthousiasme (il préférerait faire la sieste), et reste indifférent aux choix de Frida.

## Classements
| Classement (1981)                      | Meilleure position |
| -------------------------------------- | ------------------ |
| Allemagne (Media Control AG)           | 19                 |
| Autriche (Ö3 Austria Top 40)           | 8                  |
| Pays-Bas (Single Top 100)              | 1                  |
| Belgique (Flandre Ultratop 50 Singles) | 3                  |